# Samuel Le Bihan
Samuel Le Bihan (2 de novembro de 1965) é um ator francês.